# 八百板卓丸
八百板 卓丸（やおいた たくまる、1997年1月17日 - ）は、福島県福島市出身の元プロ野球選手（外野手）。右投左打。2019年のみ登録名を卓丸としていた。

## 経歴

### プロ入り前
福島市立鎌田小学校1年生の時に野球を始めた。福島第三中学校在学中は投手、内野手として「のだまクラブ」でプレーし、3年生時には全国大会に出場した。
聖光学院高校では、2年秋にベンチ入り。3年生時の夏の甲子園では全4試合に「1番・左翼手」として出場、計15打数8安打、打率.533を記録した。敗退した準々決勝・日本文理高校戦では飯塚悟史から3安打を放った。高校時代の2学年上に岡野祐一郎、1学年上に園部聡、同期に船迫大雅、1学年下に佐藤都志也がいる。
2014年10月23日に行われたドラフト会議では、東北楽天ゴールデンイーグルスから育成1位指名を受け、支度金200万円、年俸240万円（金額は推定）で合意し、入団した。背番号は122。

### 楽天時代
2015年は、5月13日にイースタン・リーグで大塚豊からプロ第1号を記録。1年目は二軍で打率.230に終わったが、出塁率は.400と高い数字を残した。
2016年は、二軍では70試合に出場し、打率.262、出塁率.355、OPS.712の成績を残した。アジア・ウインターリーグではオコエ瑠偉がイースタン選抜で出場したが、親知らずの治療のため帰国。代替選手として八百板が出場し、31打数12安打と結果を残した。
2017年は、7月31日に育成選手から支配下選手へ移行された。背番号は95、推定年俸は440万円となった。二軍では105試合に出場し、リーグ2位の打率.281を記録。シーズン終了後の11月30日、現状維持の推定年俸440万円で契約を更改した。12月5日、背番号を57へ変更することが発表された。
2018年は、4月に初の一軍昇格を果たし、最終的に27試合に出場。プロ初安打・初盗塁を記録したものの、打率.184（38打数7安打）に終わった。オフに、40万円増の推定年俸480万円で契約を更改した。12月20日、登録名を卓丸に変更することが発表された。
2019年は、一軍に昇格することができず、シーズン終了後の10月18日に戦力外通告を受けた。現役続行を目指し、11月12日に開催された12球団合同トライアウトに参加すると、読売ジャイアンツが獲得を検討していることが報じられた。

### 巨人時代
2019年12月4日、読売ジャイアンツと育成契約を結んだことが発表された。背番号は009、推定年俸は460万円となった。
2020年は、イースタン・リーグ70試合に出場し、キャリアハイとなる8本塁打、リーグ5位の打率.313の成績を残した。支配下登録に戻ることはできなかったものの、40万円増の推定年俸500万円で契約を更改した。
2021年は、春季キャンプを二軍で迎えるも、実戦で結果を残し、沖縄での2次キャンプから一軍に合流。キャンプ中の2月16日には支配下登録選手へと復帰することが公示された。新たな背番号は「イチローに一歩でも近づいてくれ」という願いを込めて51となった。9月15日の対横浜DeNAベイスターズ戦（東京ドーム）で、移籍後初安打、プロ初打点となる適時打を放った。11月26日に44%増の推定年俸720万円でサインした。
2022年
自己最多の39試合に出場し、10安打を記録したものの、打率.227、打点0と目立った成績は残せず、2022年10月25日に山口俊とともに戦力外通告を受けた。

### プロ退団後
2022年12月17日、自身のInstagramを更新。地元・福島に戻り、兄・飛馬もプレーするクラブチームのエフコムベースボールクラブ（2023年よりエフコムBC）で、2023年以降も現役を続けることを明かした。翌2023年からは情報処理サービス関連企業でカスタマーエンジニアとしても勤務している。主将を務める兄とともにチームの主力として貢献し、2024年にはチームは全日本クラブ野球選手権大会で過去最高成績の準優勝を果たした。

## 選手としての特徴・人物
やや猫背の構えからコンパクトなスイングが特徴の好打者。高いミート力を誇り、内外角を満遍なく対応できる他、広角に強い打球を打てる。高校時代に50メートル走のタイム6秒0を記録。
名前の由来は元読売ジャイアンツ投手の江川卓の「卓」と白球を表す「丸」から。2018年8月にファームの試合を視察に来ていた球団オーナーの三木谷浩史から「下の名前にした方が人気が出る」と言われたことがきっかけで、2019年シーズンには登録名を「卓丸」としていた。読売ジャイアンツ移籍後は監督の原辰徳から「ヤオマル」と呼ばれている。

## 詳細情報

### 年度別打撃成績
| 年 度     | 球 団     | 試 合 | 打 席 | 打 数 | 得 点 | 安 打 | 二 塁 打 | 三 塁 打 | 本 塁 打 | 塁 打 | 打 点 | 盗 塁 | 盗 塁 死 | 犠 打 | 犠 飛 | 四 球 | 敬 遠 | 死 球 | 三 振 | 併 殺 打 | 打 率 | 出 塁 率 | 長 打 率 | O P S |
| --------- | --------- | ----- | ----- | ----- | ----- | ----- | -------- | -------- | -------- | ----- | ----- | ----- | -------- | ----- | ----- | ----- | ----- | ----- | ----- | -------- | ----- | -------- | -------- | ----- |
| 2018      | 楽天      | 27    | 45    | 38    | 6     | 7     | 1        | 0        | 0        | 8     | 0     | 1     | 1        | 2     | 0     | 4     | 0     | 1     | 12    | 1        | .184  | .279     | .211     | .490  |
| 2021      | 巨人      | 16    | 12    | 12    | 2     | 2     | 0        | 0        | 0        | 2     | 1     | 0     | 0        | 0     | 0     | 0     | 0     | 0     | 4     | 1        | .167  | .167     | .167     | .333  |
| 2022      | 巨人      | 39    | 48    | 44    | 4     | 10    | 2        | 0        | 0        | 12    | 0     | 0     | 0        | 0     | 0     | 4     | 0     | 0     | 17    | 0        | .227  | .292     | .273     | .564  |
| 通算：3年 | 通算：3年 | 82    | 105   | 94    | 12    | 19    | 3        | 0        | 0        | 22    | 1     | 1     | 1        | 2     | 0     | 8     | 0     | 1     | 33    | 2        | .202  | .272     | .234     | .506  |

- 2022年度シーズン終了時

### 年度別守備成績
| 年 度 | 球 団 | 外野  | 外野  | 外野  | 外野  | 外野  | 外野     |
| 年 度 | 球 団 | 試 合 | 刺 殺 | 補 殺 | 失 策 | 併 殺 | 守 備 率 |
| ----- | ----- | ----- | ----- | ----- | ----- | ----- | -------- |
| 2018  | 楽天  | 25    | 22    | 1     | 2     | 0     | .920     |
| 2021  | 巨人  | 7     | 4     | 0     | 0     | 0     | 1.000    |
| 2022  | 巨人  | 20    | 14    | 0     | 0     | 0     | 1.000    |
| 通算  | 通算  | 35    | 40    | 1     | 2     | 0     | .953     |

- 2022年度シーズン終了時

### 記録
初記録
- 初出場：2018年4月15日、対埼玉西武ライオンズ3回戦（楽天生命パーク宮城）、8回裏に茂木栄五郎の代走で出場
- 初先発出場：2018年4月18日、対福岡ソフトバンクホークス5回戦（福岡 ヤフオク!ドーム）、「9番・左翼手」として先発出場
- 初打席：同上、2回表にリック・バンデンハークから空振り三振
- 初安打：2018年4月29日、対埼玉西武ライオンズ5回戦（メットライフドーム）、3回表に多和田真三郎から中前安打
- 初盗塁：同上、3回表に二盗（投手：多和田真三郎、捕手：森友哉）
- 初打点：2021年9月15日、対横浜DeNAベイスターズ20回戦（東京ドーム）、9回裏に三嶋一輝から中前適時打

### 背番号
- 122（2015年 - 2017年7月30日）
- 95（2017年7月31日 - 同年終了）
- 57（2018年 - 2019年）
- 009（2020年 - 2021年2月15日）
- 51（2021年2月16日 - 2022年）

### 登録名
- 八百板 卓丸（やおいた たくまる、2015年 - 2018年、2020年 - ）
- 卓丸（たくまる、2019年）

### 登場曲
- 「J.S.B. DREAM」三代目 J Soul Brothers from EXILE TRIBE（2016年 - 2017年）
- 「ライトスタンド」 ベリーグッドマン（2018年 - 2020年）
- 「小さなヒーロー」ビーグルクルー（2018年）
- 「プレイヤー」 ベリーグッドマン（2019年）
- 「YOU & I」DOBERMAN INFINITY（2021年 - 2022年）
- 「ピーターパン」優里（2022年）
- 「That That（prod. & feat. SUGA of BTS）」PSY（2022年6月 - 同年終了）
- 「Rollah Coaster」LIL LEAGUE（2022年6月 - 同年終了）